# Palácio de Mannheim

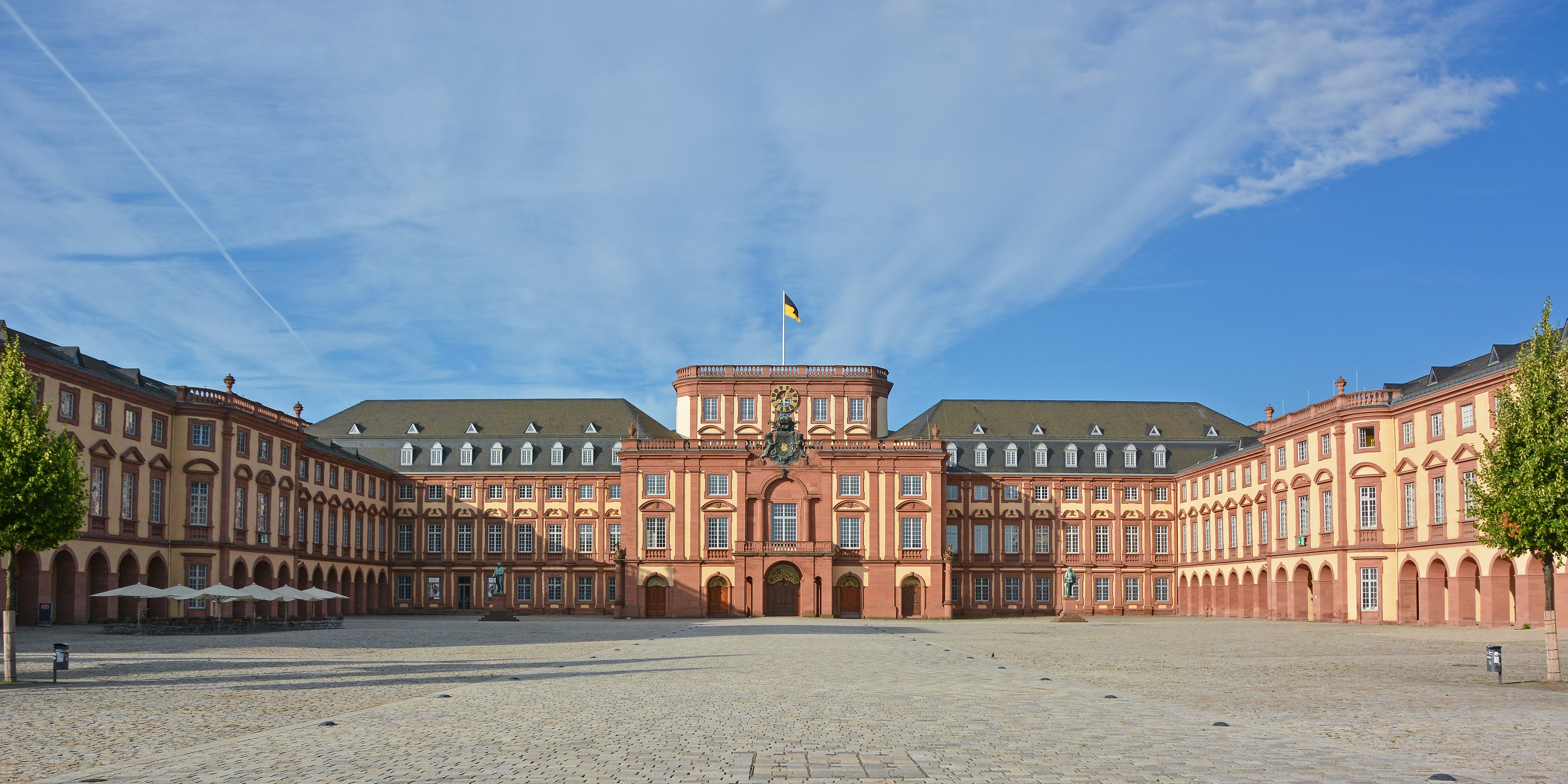
Fachada do Schloss Mannheim.

O Palácio de Mannheim (em alemão:  Schloss Mannheim) é um palácio alemão situado em Mannheim, no estado de Baden-Württemberg, sendo um dos maiores palácios barrocos da Europa. O edifício foi construído em três períodos, entre 1720 e 1760, durante as regências dos príncipes-eleitores Carlos III Filipe e Carlos Teodoro. Serviu de residência aos príncipes-eleitores do Palatinado entre 1720 e 1777.
Hoje em dia é utilizado, principalmente, pela Universidade de Mannheim.

## História

### Nova construção na época do Eleitor Carlos III Filipe

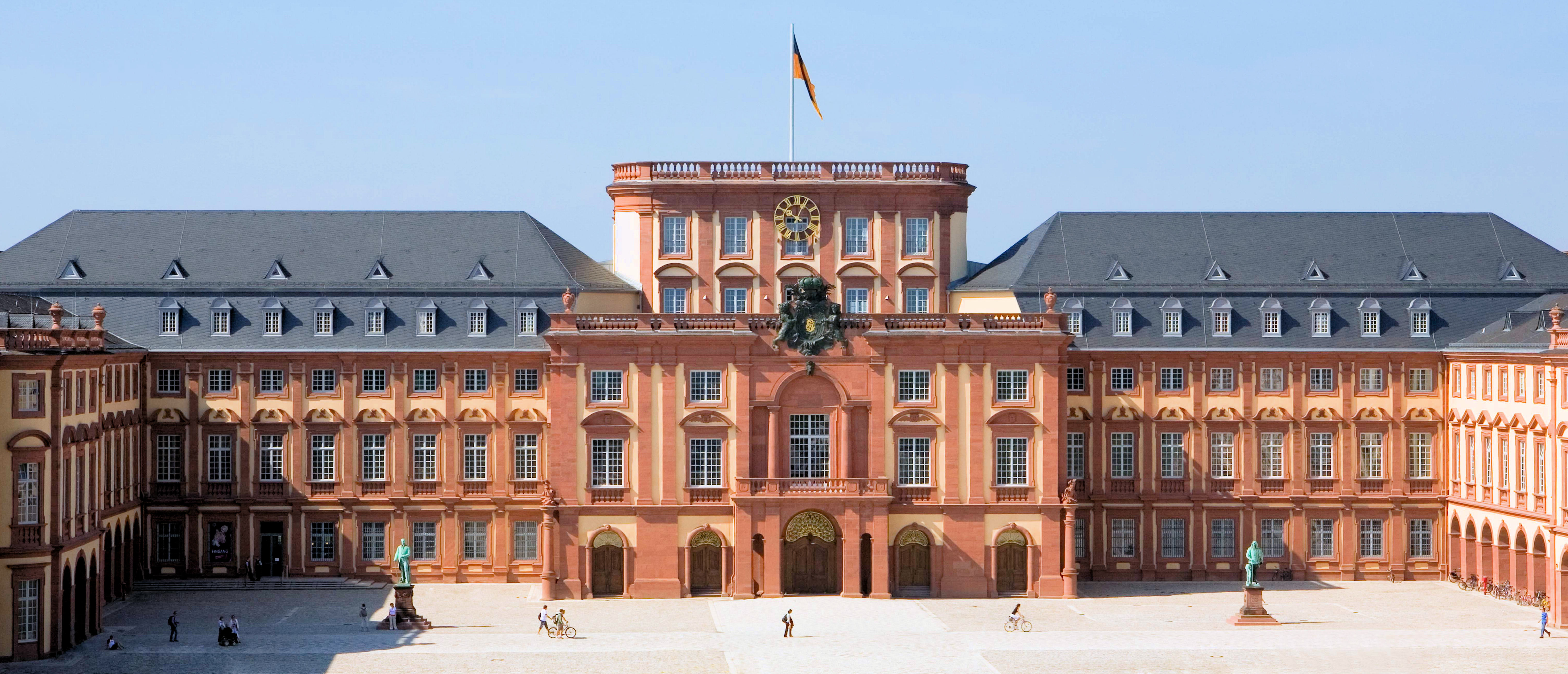
Vista geral do Schloss Mannheim.

A cidade de Mannheim sofreu uma destruição significativa, em 1689, durante a Guerra dos Nove Anos, tendo a reconstrução ocorrido com base na planta duma fortaleza fortemente muralhada. Esta reconstrução começou um ano após a assinatura do Tratado de Rijswijk.
A reconstrução teve um novo impulso quando o Eleitor Carlos III Filipe decidiu instalar residência em Mannheim. Antes disso tinha havido um litígio entre o Eleitor católico e a igreja reformada por causa da utilização da Heiliggeistkirche (Igreja do Espírito Santo), em Heidelberg, o que levou o príncipe-eleitor a abandonar aquela cidade e a sede original do Palatinado, o Castelo de Heidelberg. Em Abril de 1720, Carlos Filipe instalou-se com a corte em Mannheim, tendo dado início à construção dum novo palácio no ponto mais alto da zona urbana, no local onde o Eleitor Carlos I Luís tivera o seu castelo. Pensa-se que o primeiro projecto terá sido da autoria de Louis Remy de la Fosse, o arquitecto da corte do Landegraviado de Hessen-Darmstadt. De qualquer forma, sabe-se que o mestre de obras Johann Kaspar Herwarthel, de Mogúncia, esteve ligado a um plano preexistente, tomando posse dos trabalhos em Julho de 1720, com o lançamento da primeira pedra.

### Colocação da primeira pedra, sob Herwarthel (1720)
A colocação da primeira pedra no palácio, no dia 2 de Julho de 1720, é descrita por Friedrich Walter, na sua Geschichte Mannheims ("História de Mannheim"), da seguinte forma:

"De manhã com o seu genro, o conde palatino de Sulzbach, vindo de Schwetzingen chegou a Mannheim o Eleitor Carl Philipp, acompanhado num festivo cortejo por toda a corte, por ministros e funcionários do governo e membros do conselho da cidade (...), Lugar onde a primeira pedra deveria ser colocada, tendo em vista que o palácio deveria ser ligado a uma capela da corte, o Bispo de Worms recebeu o convite para seguir o ritual de consagração da primeira pedra e antes do final da tarde ocorreram as cerimónias religiosas seguidas pelo Eleitor a partir da sua tenda na cova e apresentados com as maiores cerimónias vários dinheiros antigos, novas medalhas de ouro e prata alisada, também o nome dos participantes foram assim escritos em pergaminho na pedra fundamental: As Actas do Conselho terminam o seu relato deste memorável acto em Mannheim da seguinte forma: „Depois do que Sua Alteza Sereníssima e a corte, com a presença de todos os homens do Conselho, funcionários e restantes, deslocou-se novamente para a casa do Eleitor, fora da qual, virando-se para os vereadores, declarou: 'Agora é o início, já não restam dúvidas, que Deus o abençoe!' Subiram a escada e imediatamente para a mesa, ao bater das 7 horas da noite, Sua Alteza Sereníssima o Eleitor, Sua Alteza Sereníssima o Conde palatino e daqui partiram com os ministros e agentes de volta para Schwetzingen - Deus o Altíssimo quis dar a sua graça, agora que o palácio foi iniciado em breve será levado à perfeição."
No texto da acta de colocação da primeira pedra pode ler-se:

"Em nome do Santíssimo Sacramento e da indivisa Trindade do Pai e do Filho e do Espírito Santo

No ano de 1720 após o Nascimento Virgem a 2 do mês de Julho

Quando governava a Igreja como representante de Cristo Clemente XI como o mais alto pontífice

Carlos Vl Arquiduque da Áustria reinava no Império Romano, nos Reinos da Espanha, Boémia e Hungria

Para a construção dum palácio para os Eleitores do Palatinado

Para a consagração da capela da corte principalmente para o culto da Virgem Maria pela Visitação de Elisabeth

Foi consagrada a primeira pedra pelo digníssimo Bispo Johann Baptist o Provicar episcopal e líder espiritual da Diocese de Worms

E como pedra fundamental de Suas Altezas e poderosos príncipes e senhores

O Senhor Carl Philipp o Príncipe Eleitor no Reno, Tesoureiro do Sacro Império Romano e Duque Eleitor na Baviera, Jülich, Cleve e Conde de Veldenz, Sponheim, de Mark e Ravensberg no Ducado de Berg, Senhor de Ravenstein

Em presença de Sua Alteza Elisabeth Augusta, sua primeira filha

E do marido desta, Sua Alteza Joseph Carl Conde palatino no Reno e Príncipe hereditário de Sulzbach

E com a participação de Suas Altezas e de Altos Ministros e outros cavalheiros da corte e todos os ministérios foram transferidos de Heidelberg para Mannheim 

### Construção do edifício principal, sob Froimon (1720-1726)

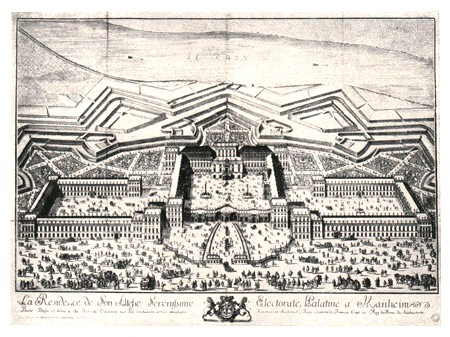
Vista do palácio de Froimon, de 1725.

Depois do falecimento prematuro de Herwarthel, ocorrido no dia 5 de Novembro de 1720, Johann Clemens Froimon, então ao serviço do Bispo de Speyer, foi nomeado mestre construtor do palácio. Froimon teve persistentes confrontos com o Eleitor, o que resultou no seu despedimento em 1726. De Froimon ainda é, basicamente, o desenho da fachada do edifício principal, a execução dos telhados e o desenho da igreja palaciana como uma construção independente. Froimon também deve ter previsto que as duas alas laterais inicialmente planeadas, executadas em vez dos planos originais de três alas, se oporiam a melhores casas de cidade, inserindo uma maior harmonia em todo o conjunto.
Desde a colocação da primeira pedra à conclusão do primeiro edifício passaram vários anos, pelo que o Eleitor Carl Philipp mudou a sua residência de Inverno para a Casa no quarteirão R 1, 1. De qualquer forma, o Verão era passado no Schloss Schwetzingen, a sua residência estival. A nova construção esteve ameaçada várias vezes, uma vez que os os recursos financeiros previstos foram amplamente ultrapassados. De facto, em 1721 a construção do palácio foi fixada em 75.000 florins anuais e o Eleitor permitiu a sua inexorável colecta, embora esta nunca pudesse cobrir a elevada despesa.
Em 1725 foi publicada a primeira visão do conjunto do palácio por Froimon. Este desenho ricamente ornamentado nunca foi alcançado, quer por dificuldades financeiras quer por motivos arquitectónicos. Também foi eliminada a balaustrada que coroaria todo o edifício, limitando-se esta aos pavilhões e ao Edifício do Meio.

### Conclusão do primeiro período de construções, sob Hauberat (1726-1736)
Guillaume d'Hauberat, o substituto de Froimon como mestre de construções a partir de 1726, veio da escola parisiense de Robert de Cotte e tinha planos para o Poppelsdorfer Schloss, obra do seu mestre, em Bona, construída para o Arcebispo de Colónia Joseph Clemens da Baviera. É autor do desenho interior da escadaria principal, do Salão dos Cavaleiros (Rittersaals) e da igreja palaciana. As pinturas dos tectos destes espaços foram executadas, entre 1728 e 1730, por Cosmas Damian Asam.
O frontispício da igreja palaciana apresenta motivos do barroco italiano. O frontão triangular sobre o portal contém figuras em relevo executas pelo escultor da corte palatina Paul Egell, o qual criou, ainda, outras decorações em relevo no interior do palácio. O retábulo, com o tema da Visitação de Maria, foi pintado em 1729 por Paul Goudreau. Sob a igreja palaciana existe uma cripta.
Com a inauguração da igreja palaciana, no dia 13 de Maio de 1731, terminou o primeiro período de construção, e em Novembro do mesmo ano o Eleitor mudou-se para o palácio. Hauberat e Asam forom nomeados, em 1732, Hofkammerräten (cargo administrativo). Em 1734, Violanta Theresa, a terceira esposa de Karl Philipp, foi sepultada na cripta da igreja. Em 1736, foi firmado um contrato com o pintor Antonio Pellegrini com vista à concepção de pinturas para os tectos de quatro salas a leste do Salão dos Cavaleiros.

### Segundo período de construções (1737-1742)

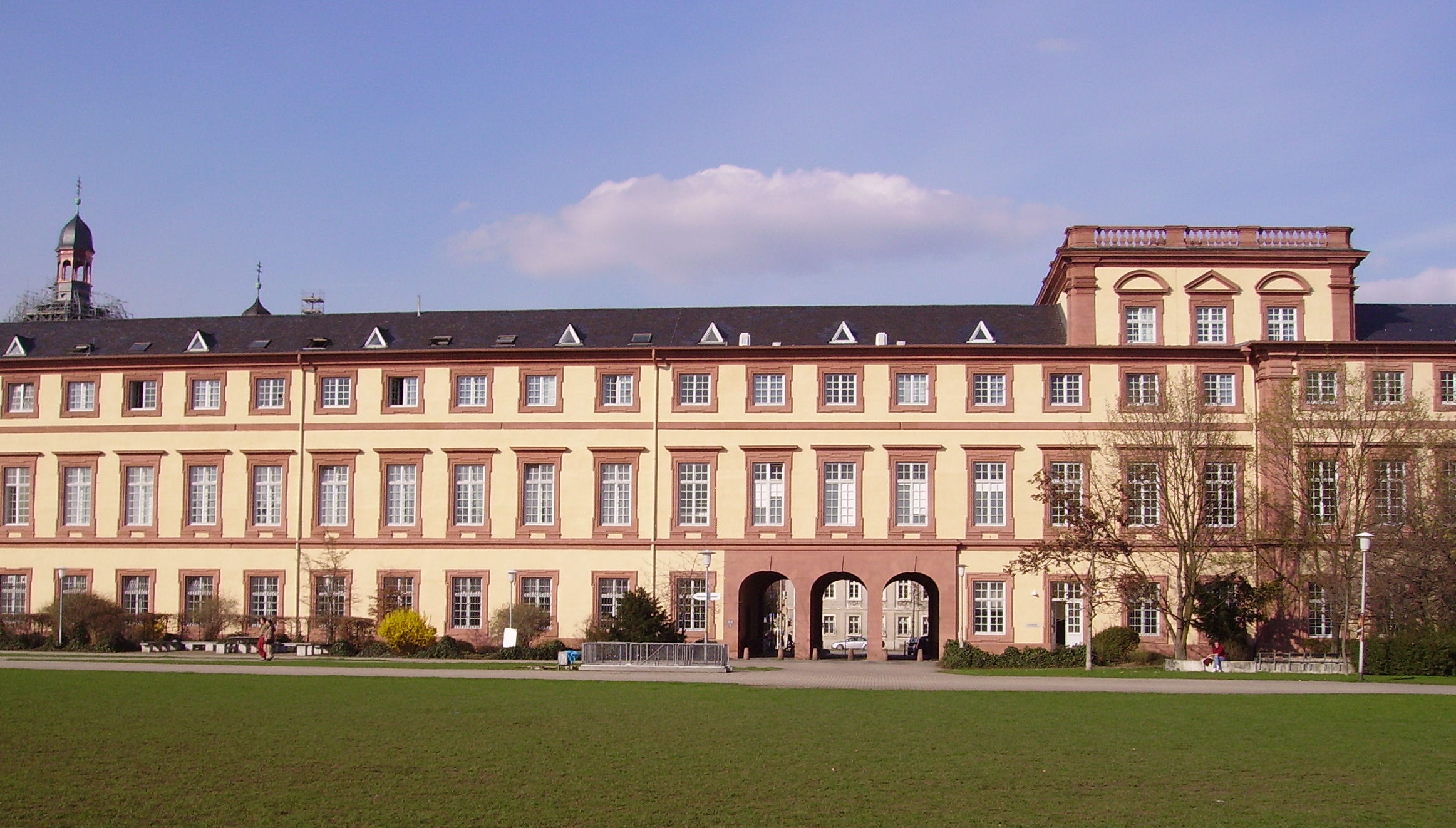
A ala ocidental do Schloss Mannheim.

O segundo período de construções consistiu, essencialmente, na construção do Teatro de Ópera, a qual teria início no ano de 1737 segundo um plano de Alessandro Galli da Bibiena (1687–1748), um arquitecto italiano pertencente a uma família de arquitectos de Bolonha, responsável, igualmente, pelo projecto da Igreja Jesuíta de Mannheim. No Teatro de Ópera também foi construída, em 1740, a ala ocidental como uma ligação externa ao Colégio dos Jesuítas. O arquitecto Bibiena foi nobilitado em 1740 e nomeado director de obras em 1741. Com a inauguração da Ópera em 1742, por ocasião do matrimónio de Karl Theodor, terminou o segundo período de construções.
No dia 31 de Dezembro de 1742, o Eleitor Karl Philipp faleceu, tendo sido sepultado na cripa da igreja palaciana. Depois disso foram construídas ampliações no interior do edifício.
Após o o falecimento de Bibiena, em 1748, Hauberat foi nomeado director de obras.

### Terceiro período de construções (1751-1760)

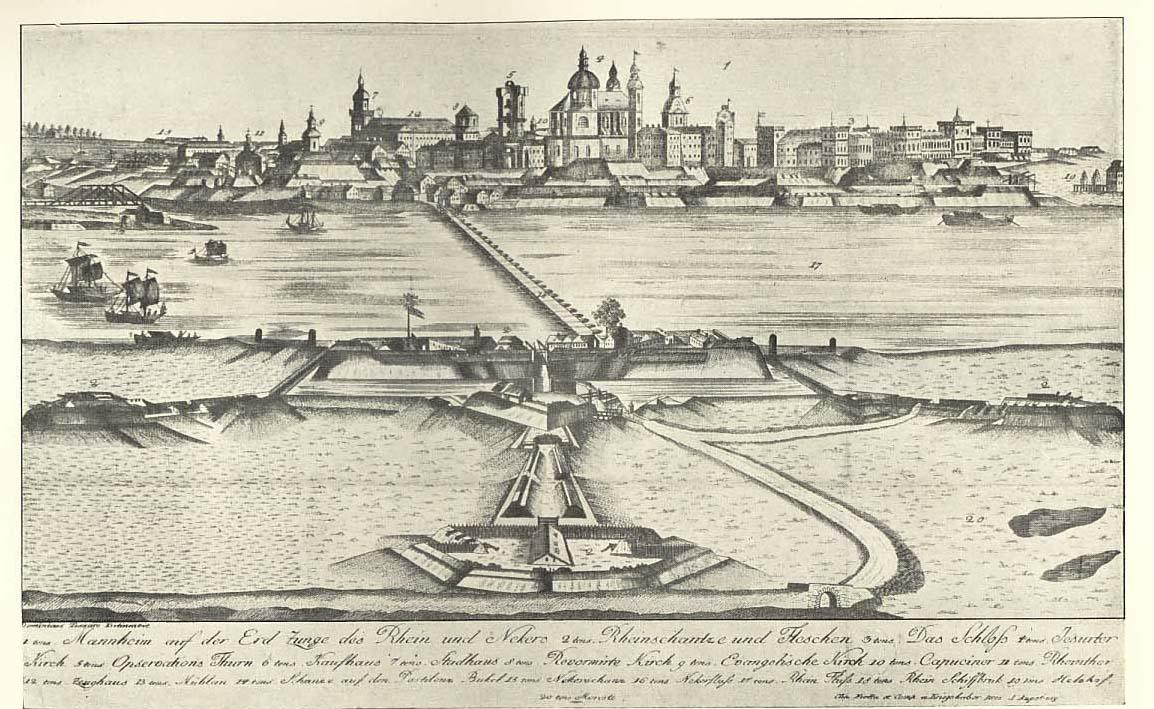
Colina do Reno em Mannheim e o Schloss Mannheim em 1750.

Karl Theodor hesitou durante muito tempo antes de se decidir pela construção da ala leste, destinada às artes - e a colecções científicas, à Câmara do Tesouro, à Biblioteca e ao Arquivo.
Em 1751 começou, sob a direcção do mestre de obras Johann Jakob Rischer, esta última fase de construção. Em 1752 Nicolas de Pigage foi nomeado director de obras. Pigage foi obrigado a seguir a concepção das construções já existentes, podendo os seus próprios projectos integrar apenas o interior. É dele o desenho do grande salão da Biblioteca, das galerias contíguas e dos gabinetes de biblioteca da esposa do Eleitor.
Em 1755, devido aos custos, foi cancelada uma magnífica construção destinada à Comédia Francesa. Em 1756, foram dadas ordens para suspender outros edifícios devido aos custos.
Os preciosos pavimentos em parquet foram criados por Franz Zeller. As pinturas do tecto do grande salão da Biblioteca foram executadas, em 1758, por Lambert Krahe, sendo continuadas pelas pinturas de Philipp Hieronymus Brinckmann. A totalidade da ala leste foi concluida por volta de 1760.
Mesmo depois da conclusão dos edifícios, foram continuados os acrescentos no interior. Assim, em 1767, foi instalada por Franz Pozzi uma grande lareira clássica no salão do pavilhão.

### Final da utilização como residência e uso posterior

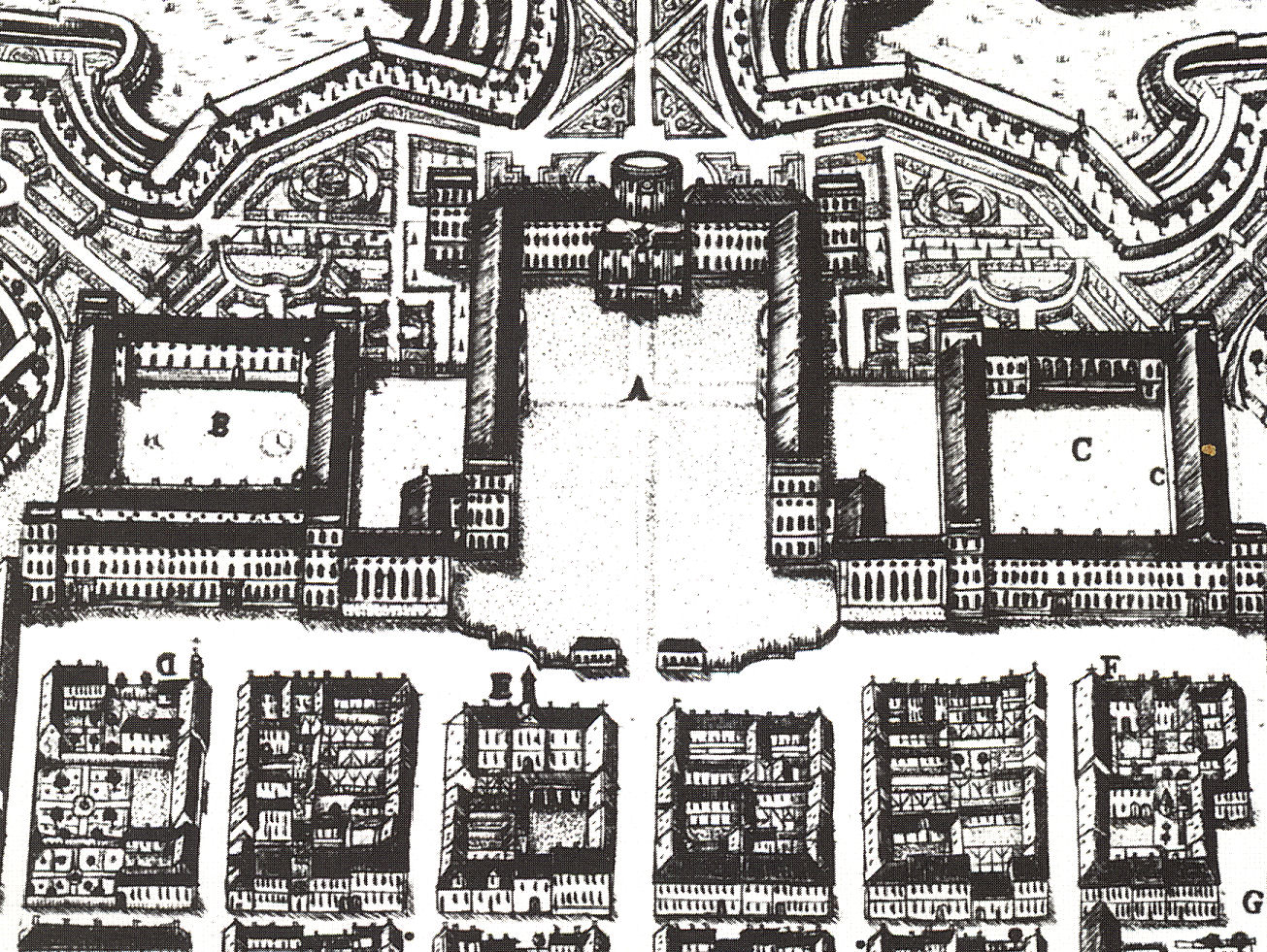
O Schloss Mannheim numa gravura de 1785.

Em 1778, Karl Theodor recebeu de herança do Ducado da Baviera, além de Munique, tendo reduzido as verbas para diversão no Schloss Mannheim e no Schloss Schwetzingen de 75.000 para 48.000 florins até 1784.
Durante o bombardeamento pelos franceses da fortaleza de Mannheim, ocupada pelos austríacos, em 1795,  o Teatro de Ópera do palácio foi queimado. Mais tarde, foi construída a prisão no mesmo local.
Aquando da morte do director de construções Pigage, em 1796, o palácio já não estava ocupado. Karl Theodor faleceu em 1799 e, em 1802, o palácio passou a ser propriedade do estado de Baden, sendo os restos das gravuras e o gabinete de desenho do palácio integrados na Staatliche Graphische Sammlung München (Colecção Gráfica Estatal de Munique).
Entre 1819 e 1860 o palácio serviu de residência a Stephanie von Baden, a qual promoveu importantes alterações ao estilo da época, o Estilo Império, nomeadamente ao nível das paredes e dos tectos.

### Destruição durante a Segunda Guerra Mundial

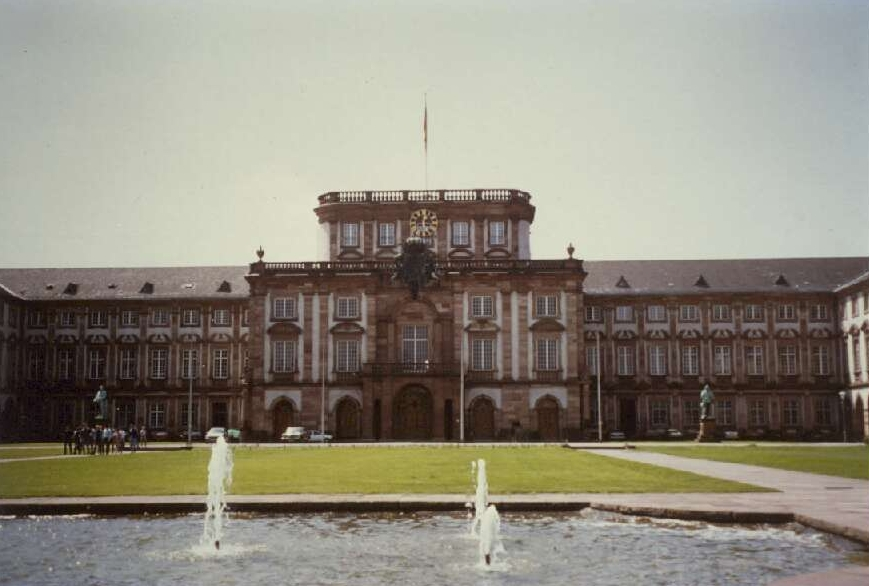
Edifício do Meio do Schloss Mannheim.

O Schloss Mannheim foi quase completamente destruído durante a Segunda Guerra Mundial. A sua reconstrução parecia, nos primeiros anos do pós-guerra, um plano utópico, tendo a ideia de demolir as ruínas gerado uma animada discussão.
Em 1945, o escritor Ernst Glaeser publicou os planos de alguns arquitectos de Mannheim, nos quais o palácio aparecia como uma "grande cooperativa popular para 1200 pessoas", prevendo a sua reconstrução como uma "casa comum para os trabalhadores" em ordem a aliviar a falta de habitações.
A administração dos edifícios estatais de Nordbaden, ao tomar a decisão, em 1947, de reconstruir na ala oeste, a mais ligeiramente danificada, uma ala de honra e salas para as autoridades, acabou por salvar o palácio.
Nesse mesmo ano de 1947 começou a reconstrução gradual de todo o conjunto. Esta reconstrução ficou concluída no dia 28 de Março de 2007, quando foi inaugurado o novo museu do palácio instalado no corps de logis.

### Situação actual

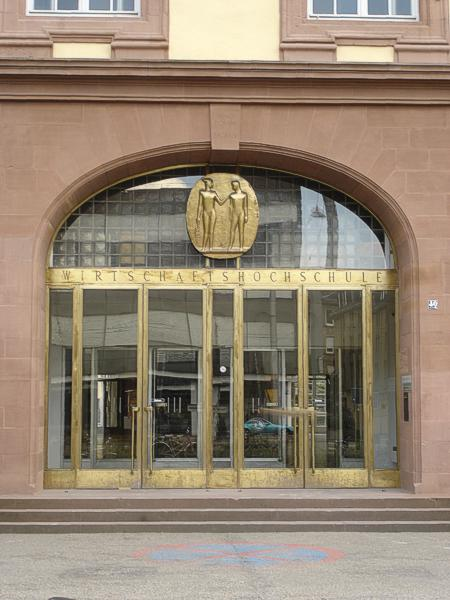
Portão principal da Universidade de Mannheim.

O Eleitor Karl Theodor fundou, em 1763, a Kurpfälzische Akademie der Wissenschaften, e apesar desta não continuar a existir como um colégio científico em Mannheim, a Wirtschaftshochschule, ou escola de negócios, fundada em 1907, seguiu a tradição do colégio anterior fundado por Karl Theodor. A escola expandiu os seus objectos programáticos em 1967, ganhando, assim, o estatuto de universidade. A Universidade de Mannheim ainda usa o Schloss Mannheim como edifício central do complexo. Apesar de muitos edifícios da universidade se encontrarem dispersos por todo o centro da cidade, o palácio aloja estruturas importantes da instituição, como a reitoria e a principal biblioteca, além duma parte da administração universitária, gabinetes, salões de reunião, salas de leitura e salas de aula.
Do equipamento das salas do período pré-guerra, apenas o gabinete-biblioteca da esposa do Eleitor se mantém, em grande medida, preservado. No Edifício do Meio foram reconstruídas algumas salas, incluindo a escadaria, o Salão dos Cavaleiros (Rittersaal) e o Salão Satélite (Trabantensaal). As pinturas dos tectos foram reproduzidas por Carolus Vocke de acordo com fotografias históricas.
A partir de 2005-2006 o edifício passou por extensas medidas construtivas. Por exemplo, foi reconstruido o telhado com mansardas tal como existia antes de 1945. As fachadas adquiriram um novo aspecto: quebras em vermelho escuro e a superfície das paredes em amarelo (estas, originalmente, em branco). Tanto o mezzanino como as mansardas, recém-construídas de acordo com o antigo modelo, resultaram em bibliotecas universitárias.
Dos locais libertados no rés-do-chão pelos desmantelamentos de 1945, resultaram estruturas espaciais dos aposentos imperiais e dos eleitores. Nestes espaços e nas áreas adjacentes ao corredor norte do piso térreo foi instalado um museu do palácio. Este exibe tapeçarias, móveis e outros objectos de arte, além de decorações do período em que pertenceu ao estado de Baden, mantendo a aparência original das salas.
O pátio do palácio é utilizado para grandes eventos culturais, tendo ocorrido ali, em Julho de 2006, o primeiro Festival Arena of Pop. O antigo espaço verde foi completamente pavimentado com pedras, de acordo com a sua função original enquanto cour d'honneur (pátio de honra).

## Arquitectura

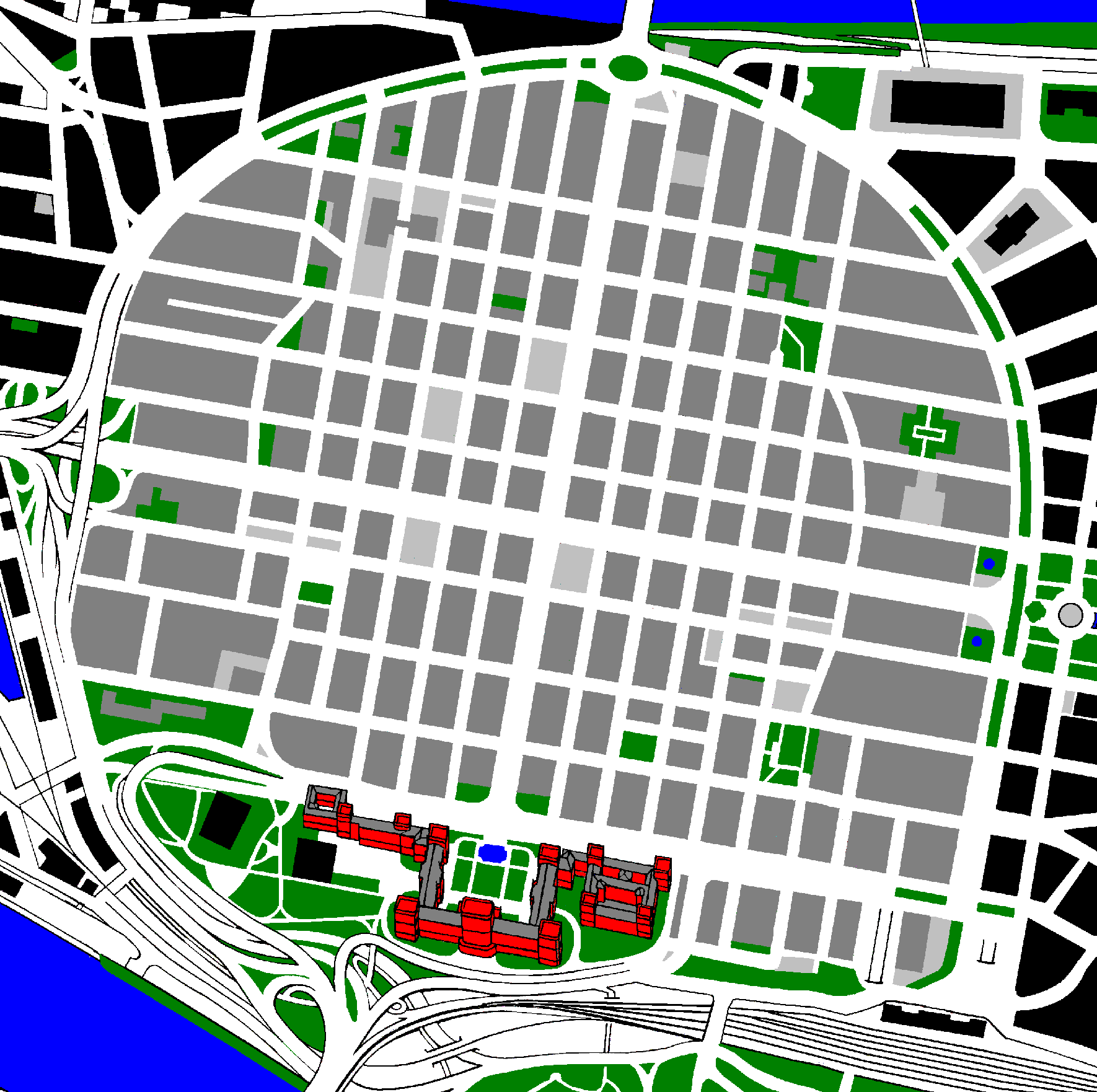
Localização do Schloss Mannheim face aos Mannheimer Quadrate.

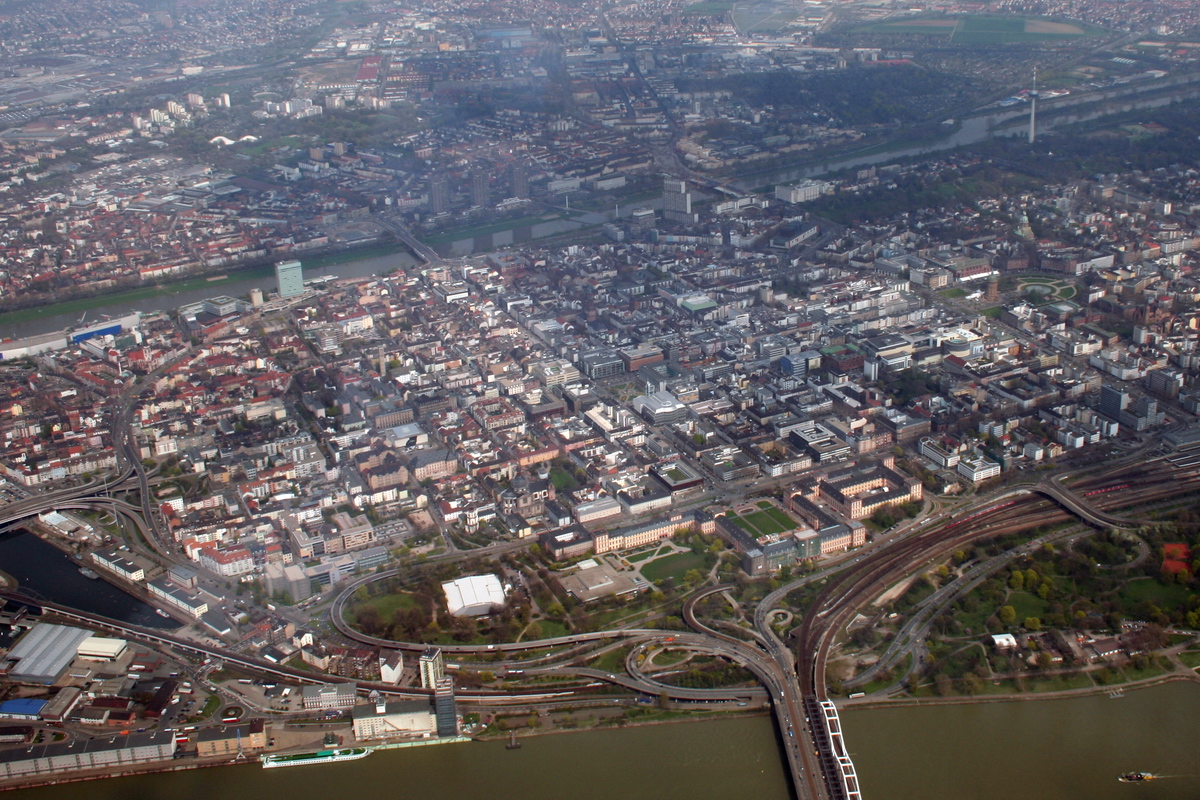
Vista aérea dos Mannheimer Quadrate, com o Schloss Mannheim junto ao Reno.

O lugar do palácio é impressionante, embora a construção de estradas e vias ferroviárias tenham diminuido o seu aspecto dominador. No lado sudoeste enfrenta o Reno e a cidade de Ludwigshafen. No lado nordeste, o palácio apresenta uma fachada com 450 metros de frente voltada para o centro da cidade de Mannheim. A Breite Straße liga o palácio à praça central da cidade, a Paradeplatz. A partir do palácio, e nas suas bases, encontram-se as chamadas Mannheimer Quadrate ("Quadrados de Mannheim"), a divisão interna da cidade através de ruas paralelas e perpendiculares, um pouco à semelhança da setecentista Baixa Pombalina, em Lisboa.
Tanto o palácio como os quarteirões vizinhos apresentam uma arquitectura recta. Os edifícios de altura média em ambos os lados, encontram-se em ângulo recto com as adicionais alas alongadas, enquanto a fachada central corre paralelamente aos quarteirões da cidade.
O complexo estende-se por uma área de cerca de 6 hectares, o que faz dele o segundo maior complexo palaciano da Europa, depois do Palácio de Versailles. Na verdade, quando a construção foi garantida, estabeleceu-se que esta teria exactamente mais uma janela que Versailles. Isto mostra a importância do cargo que os eleitores do Reno tinham dentro do Sacro Império Romano Germânico.
O palácio consiste em várias alas: a Ala Leste, o Pátio de Honra Oriental, o Edifício do Meio, o Pátio de Honra Ocidental, a Ala Sul e a Ala Oeste. Além disso, fazem parte do complexo uma capela palatina e uma biblioteca. A longa fachada apresenta, frequentemente, três andares, inseridos na construção de quatro pavilhões, como forma de suavizar a severidade da arquitectura. O edifício principal e o Pavilhão do Meio possuem um piso superior. O histórico interior, especialmente nos edifícios principais, foi feito como uma Gesamtkunstwerk (Obra de Arte Total) de nível europeu.

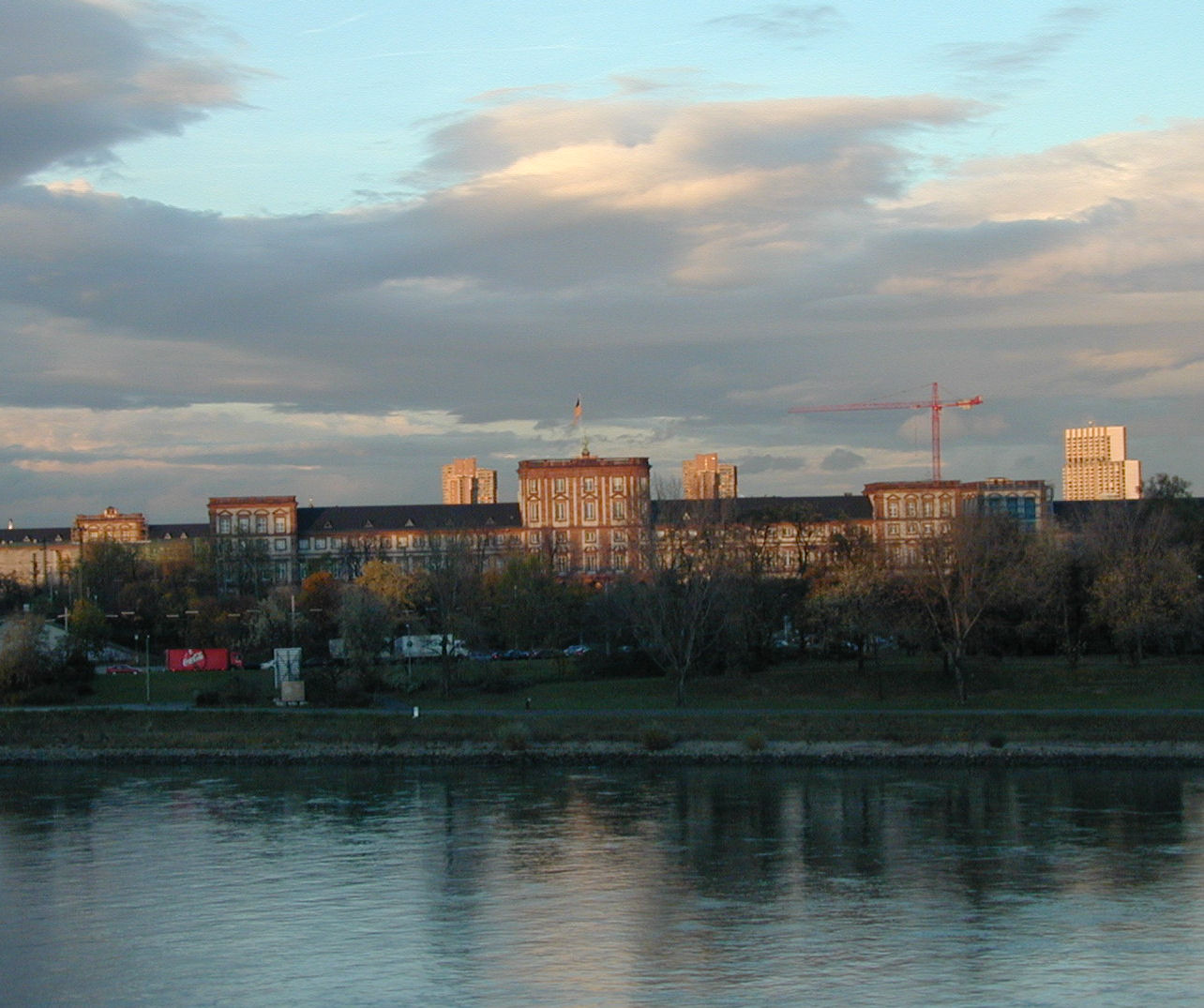
O Schloss Mannheim visto de Ludwigshafen.

A parte central do palácio é o Mittelbau, onde se encontram as galerias de representação. Actualmente, este edifício acolhe a biblioteca universitária e o Rittersaal. Em 2007 abriu aqui um museu do palácio. O Edifício Central é flanqueado pelas alas Oriental e Ocidental, as quais envolvem o grande pátio de honra à sua frente. Nestas duas alas, existem, principalmente, galerias de leitura e gabinetes da secção de humanidades da universidade. Por baixo do pátio de honra existe um sólido bunker da época da Segunda Guerra Mundial.
A Ala Norte inclui a impressionante Schlosskirche (igreja do palácio) e a secção de direito, assim como o tribunal distrital de Mannheim. A Ala Sul/Este é muito maior que a Ala Norte, incluindo o Schneckenhof (um terreno popular de festas da universidade) e acolhendo a maior parte das instituições centrais da universidade, assim como a maior parte das galerias de leitura. Os custos de aquecimento do palácio são de quase dois milhões de euros anuais.
O palácio sofreu uma actividade construtiva considerável devido ao aniversário de Mannheim em 2007. O palácio foi pintado de novo, passando a exibir um tom ocre/amarelo, o Edifício do Meio foi reconstruído minuciosamente (incluindo um novo telhado) e o pátio de honra foi reestruturado e pavimentado com granito.

### ASchlosskirche- História e Arquitectura

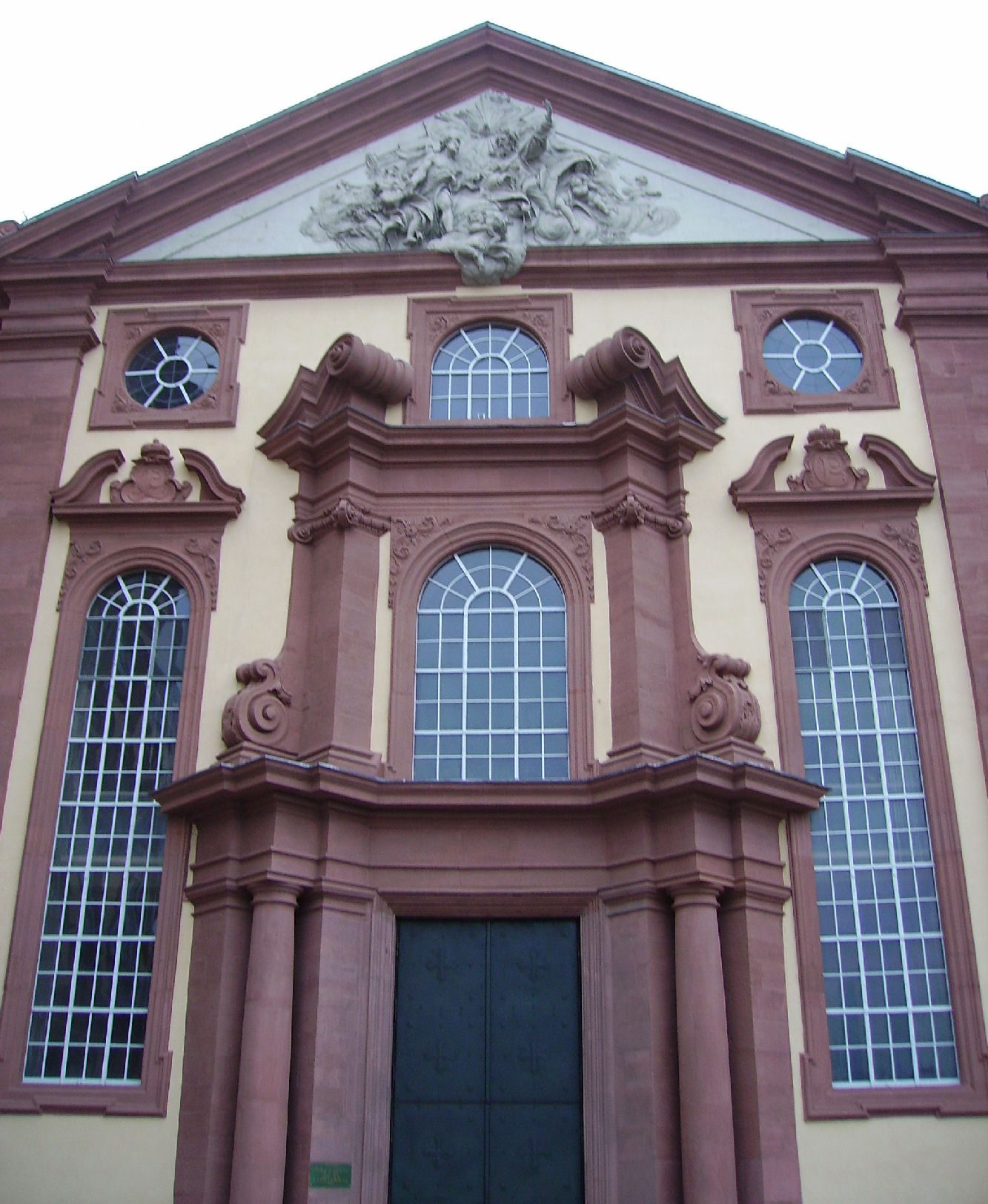
Fachada da igreja palaciana.

A Schlosskirche (Igreja do Palácio) de Mannheim enconytra-se na ala oeste do palácio. Serviu como capela da corte e, actualmente, é administrada pela antiga comunidade católica e usada pelos católicos da comunidade escolar .
O planeamento inicial teve lugar em 1720, por Johann Kaspar Herwarthel. A pedra fundamental do palácio, colocada no dia 2 de Julho de 1720 pelo Príncipe-eleitor Karl III Philipp, também marcou o início da construção da igreja. Com a consagração da igreja à Visitação (Mariä Heimsuchung), no dia 13 de Maio de 1731 pelo Arcebispo de Colónia, Clemens August, terminou a primeira fase da construção do palácio. Serviu para utilização diária pela corte. O eleitor mandou construir para si próprio e para a sua terceira esposa, a Condessa Violantha von Thurn und Taxis, um mausoléu, encontrando-se ambos sepultados em magníficos sarcófagos.

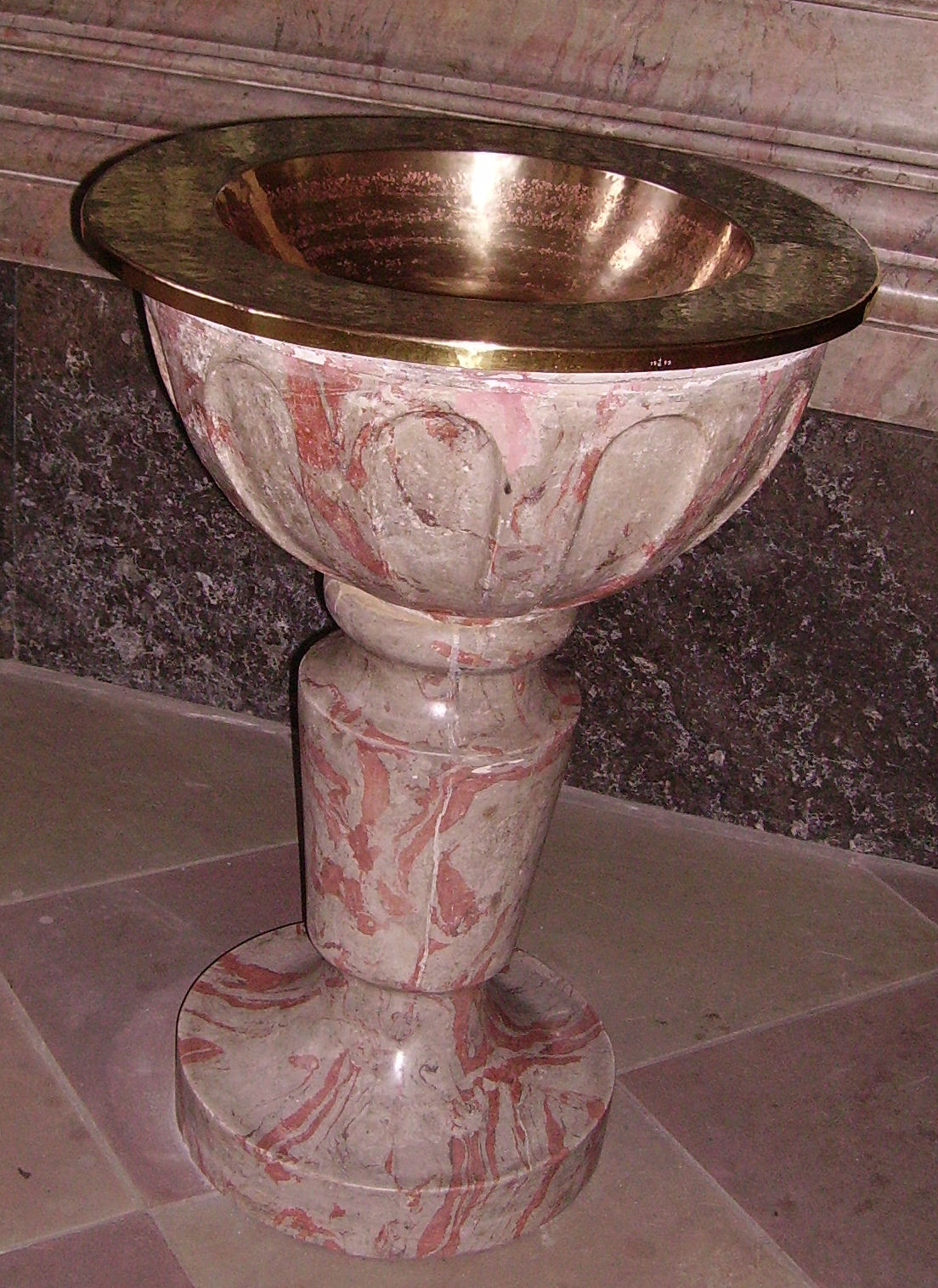
Taça de água benta.

Em 1777, O Messias de Georg Friedrich Händel teve uma primeira versão em alemão. O organista da corte foi o Abade Georg Joseph Vogler. Durante a sua visita Mannheim, Wolfgang Amadeus Mozart tocou na igreja. No entanto, mostrou-se muito crítico em relação à música da igreja.
O Grão-duque Frederico I de Baden entregou a igreja, em 1874, para uso da Velha Igreja Católica.
A cripta do fundador sobreviveu quase incólume à Segunda Guerra Mundial. Em 1940, a igreja apenas foi danificada pelas condições atmosféricas, enquanto entre 1943 e 1944 foi quase destruída, tal como o resto do palácio. Entre 1952 e 1956, foi reconstruído pelas Obras Públicas. No dia 1 de Julho de 1956 foi novamente consagrada, em honra da Santíssima Trindade, pelo bispo católico Johann Josef Demmel.
O relevo da gablete sobre a entrada é da autoria do escultor da corte Paul Egell, e representa a Santíssima Trindade. O relevo original do tecto, feito em 1728 por Cosmas Damian Asam, mostra, na abóbada da nave, o Triunfo da Igreja e, no lado do coro, a Visitação de Maria. Abrange uma área de 224 m², tendo acrescentos do pintor de arte, de Mannheim, Carolus Vocke. As cúpulas aparentes do coro, a estrutura do altar e a galeria dos músicos por trás do altar não foram reconstruídas. O coro constitui, actualmente, uma estrutura de altar reconstruída em estilo rococó. A pintura do altar é uma cópia de "Die Anbetung der Hl. Drei Könige" ("A Adoração dos Três Reis"), cujo original, de Giovanni Battista Tiepolo (1753), se encontra actualmente na Alte Pinakothek, de Munique. O balcão do príncipe-eleitor, por cima da entrada, não foi reconstruida. É aqui que se encontra agora a tribuna do órgão, onde se encontra um destes instrumentos organizado em estilo barroco.

## Citação
Na sua "Histoire de mon temps" ("história do meu tempo"), Frederico o Grande coloca o Schloss  Mannheim ao mesmo nível de alguns palácios de Berlim, do Schloss Nymphenburg, do Residenzschloss Ludwigsburg e da Karlskirche, em Viena, sendo um edifício "não comparável aos de Atenas ou Roma, mas ultrapassando a arquitectura gótica dos nossos antepassados".

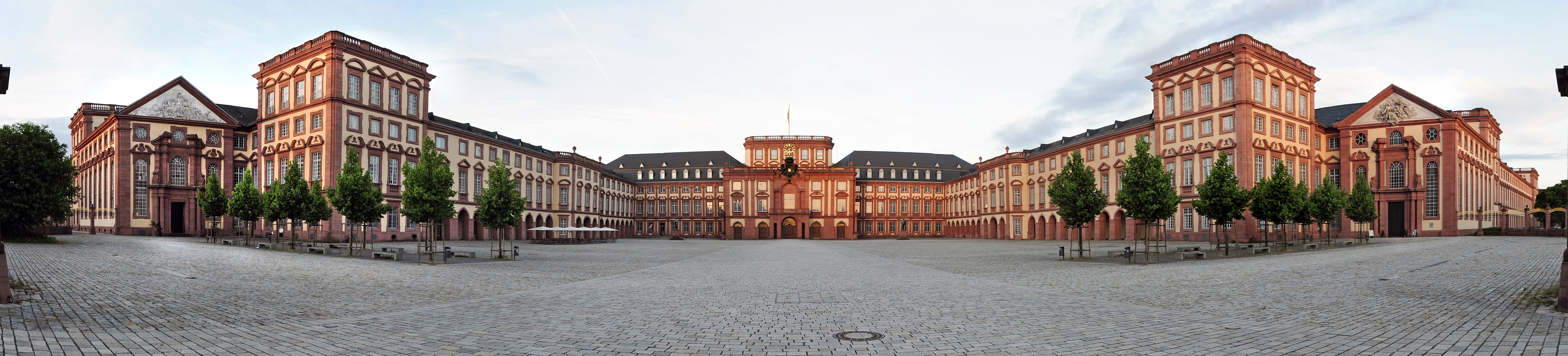
Vista panorâmica do Schloss Mannheim.

## Literatura
em alemão
- Plan des großherzoglichen Schlosses in Mannheim. Mannheim 1863 (Digitalisat)
- Rudolf Tillessen: Das Grossherzogliche Schloss zu Mannheim. Ausgewählte Innendekorationen. Mannheim 1897 (Digitalisat)
- Friedrich Walter: Schloßmuseum in Mannheim. Mannheim 1926
- Friedrich Walter: Bauwerke der Kurfürstenzeit in Mannheim. Mannheim 1928
- Ludwig Werner Böhm: Das Mannheimer Schloß. Mannheim 1973
- Karl J. Svoboda: Das Mannheimer Schloß. Mannheim 1990
- Stefan Mörz: Haupt- und Residenzstadt: Carl Theodor, sein Hof und Mannheim. (= Kleine Schriften des Stadtarchivs Mannheim; Nr. 12). V. Brandt, Mannheim 1998, ISBN 3926260416
- Hartmut Ellrich: Das Mannheimer Schloss. Erfurt 2006, ISBN 3-89702-947-2
- Ferdinand Werner: Die kurfürstliche Residenz zu Mannheim. Worms 2006, ISBN 3-88462-235-8
- Carla Mueller, Katrin Rössler: Barockschloss Mannheim. Führer Staatliche Schlösser und Gärten Baden-Württemberg. Deutscher Kunstverlag, München und Berlin 2007, ISBN 978-3-422-02052-8